# Isabel d'Aragó i de Fortià

Armes dels comtes d'Urgell segons l'Armorial de Gelre: partit del Senyal Reial, d'or i dos pals de gules, i el segon d'armes d'Urgell, escacat d'or i sable

Isabel d'Aragó i de Fortià (Barcelona, gener de 1377 - Alcolea de Cinca, Aragó, 28 de gener de 1424) fou princesa d'Aragó i comtessa consort del comtat d'Urgell (1408-1413).
Fou la filla gran de Pere III el Cerimoniós i de la seva quarta muller, Sibil·la de Fortià. En el testament del seu pare de l'any 1379, el rei Pere li deixa un dot de 50.000 lliures que ratifiquen les corts, i designa la seva mare com a tutora.
Després de diverses temptatives de prometre-la amb el jove rei francès, amb l'hereu al tron de Nàpols o amb el duc Lluís II d’Anjou, el 1407 es casà a València amb el comte Jaume II d'Urgell. Aquest matrimoni permeté a Jaume II d'Urgell ser el màxim pretendent al tron aragonès, durant el Compromís de Casp de 1412, a la mort de Martí l'Humà sense successió. Isabel d'Aragó també es presentà com a candidata al tron de la Corona d'Aragó, però fou descartada automàticament per ser dona.
D'aquesta unió en nasqueren:
- la infanta Elisabet d'Urgell i d'Aragó (1409-1443), casada el 1428 amb Pere de Portugal, duc de Coïmbra
- la infanta Elionor d'Urgell (1414-1438), casada el 1436 amb Raimon Orsini
- la infanta Joana d'Urgell (1415-1445), casada el 1435 amb Joan I de Foix i el 1445 amb Joan Ramon Folc III de Cardona
- l'infant Felip d'Urgell (?-v. 1422)
- la infanta Caterina d'Urgell (?-v. 1424)